# Ухерка
Ухе́рка (устар. Угерка; пол. Uherka) — река в Польше, левый приток среднего течения реки Западный Буг, протекает по территории Хелмского и Влодавского поветов Люблинского воеводства на юго-востоке страны.
Длина — 46,68 км.
Ухерка начинается около населённого пункта Будки на северо-восточной окраине Люблинской возвышенности. В верховье течёт преимущественно на северо-восток, в среднем течении — на север, в низовье — на восток, около устья поворачивает на север. На реке расположен город Хелм.
В древние времена река носила название Угер. У впадения реки в Западный Буг располагался город Угровеск, который был позже присоединен к Галицко-Волынскому княжеству. В первой половине XIII века Даниил Галицкий основал на берегу Угерки город Хелм, который сделал своей резиденцией.